# TVP Sport
TVP Sport ist ein polnischer Sportfernsehsender des öffentlich-rechtlichen Fernsehens TVP. Der Sender ist der zweite Themenkanal der TVP und startete am 18. November 2006. TVP Sport ist über Satellit über die digitalen polnischen Pay-TV Plattformen Cyfrowy Polsat und nc+, über IPTV bei Orange Polska sowie über Kabel empfangbar.

## TVP Sport HD / TVP Rozrywka
Erste Konzepte für einen öffentlich-rechtlichen Sportsender gab es im Dezember 2004. Zunächst war der Sendestart auf September/Oktober 2006 festgelegt worden. Am 14. April 2006 erhielt der Sender eine Sendelizenz von der KRRiT. Am 12. Januar 2014 startete die HD-Version des Senders. Die TVP hat die Sender TVP Sport HD und TVP Rozrywka am 22. Dezember 2018 in dem MUX-8 Service in DVB-T eingesetzt.

## Logo

Logo bis zum 12. Januar 2014
Logo vom 12. Januar 2014 bis 11. Juni 2021
Logo von TVP Sport HD vom 12. Januar 2014 bis 11. Juni 2021
Aktuelles Logo seit 11. Juni 2021